# 1686
| [ Edytuj tabelę ]              | |
| Król Polski                    | - 1674 Jan III Sobieski 1696 |
| Współksiążęta Andory           | - 1682 Joan Baptista Desbac i Mortorell 1688 - 1643 Ludwik XIV 1715                                                                   |
| Król Anglii i Szkocji          | - 1685 Jakub II i VIII 1688 |
| Elektor Bawarii                | - 1679 Maksymilian II Emanuel 1726 |
| Elektor Brandenburgii          | - 1640 Fryderyk Wilhelm 1688 |
| Sułtan Brunei                  | - 1673 Muhyiddin 1690 |
| Cesarz Chin                    | - 1661 Kangxi 1722 |
| Król Czech                     | - 1657 Leopold I Habsburg 1705 |
| Król Danii                     | - 1670 Chrystian V 1699 |
| Dalajlama                      | - 1683 Cangjang Gjaco 1706 |
| Cesarz Etiopii                 | - 1682 Ijasu Wielki 1706 |
| Król Francji                   | - 1643 Ludwik XIV 1715 |
| Król Hiszpanii                 | - 1665 Karol II 1700 |
| Landgraf Hesji-Kassel          | - 1670 Karol I Heski 1730 |
| Stadhouder Holandii            | - 1672 Wilhelm III Orański 1702 |
| Szach Iranu                    | - 1666 Safi II 1694 |
| Państwo Wielkich Mogołów       | - 1658 Aurangzeb 1707 |
| Król Irlandii                  | - 1685 Jakub II Stuart 1689 |
| Cesarz Japonii                 | - 1663 Reigen 1687 |
| Kalif                          | - 1648 Mehmed IV 1687 |
| Patriarcha Konstantynopola     | - 1685 Jakub 1686 - 1686 Dionizy IV Muzułmanin 1687                                                                                   |
| Władca Korei                   | - 1674 Sukjong 1720 |
| Książę Kurlandii i Semigalii   | - 1682 Fryderyk Kazimierz Kettler 1698                                                                                                |
| Sułtan Maroka                  | - 1672 Maulaj Isma’il 1727 |
| Książę Monako                  | - 1662 Ludwik I 1702 |
| Król Nawarry                   | - 1643 Ludwik XIV 1710 |
| Król Norwegii                  | - 1670 Chrystian V 1699 |
| Sułtan Omanu                   | - 1649 Sultan I ibn Sajf 1688 |
| Elektor Palatynatu             | - 1685 Filip Wilhelm 1690 |
| Papież                         | - 1676 Innocenty XI 1689 |
| Książę Parmy i Piacenzy        | - 1646 Ranuccio II 1694 |
| Król Portugalii                | - 1683 Piotr II 1706 |
| Książę w Prusach               | - 1640 Fryderyk Wilhelm Wielki Elektor 1688                                                                                           |
| Car Rosji                      | - 1682 Iwan V 1696 - 1682 Piotr I Wielki 1725                                                                                         |
| Cesarz Rzymski (niemiecki)     | - 1658 Leopold I Habsburg 1705 |
| Kapitanowie Regenci San Marino | - 1685 Paolo Antonio Onofri Ridolfo Zoli 1686 - 1686 Carlo Loli Gaspare Calbini 1686 - 1686 Gio. Antonio Belluzzi Alfonso Tosini 1687 |
| Elektor Saksonii               | - 1680 Jan Jerzy III Wettyn 1691 |
| Król Szwecji                   | - 1660 Karol XI 1697 |
| Król Tajlandii                 | - 1656 Narai 1688 |
| Sułtan Turków                  | - 1648 Mehmed IV 1687 |
| Doża Wenecji                   | - 1683 Marcantonio Giustinian 1688 |
| Król Węgier                    | - 1655 Leopold I 1705 |
| Książęta Wirtembergii          | - 1677 Eberhard Ludwik 1733 |

Rok 1686 / MDCLXXXVI
stulecia: XVI wiek ~
XVII wiek ~
XVIII wiek

lata: 1676 «
1681 «
1682 «
1683 «
1684 «
1685 «
1686
» 1687
» 1688
» 1689
» 1690
» 1691
» 1696

## Wydarzenia w Polsce
- 1 maja – traktat Grzymułtowskiego zawarty między Rzeczpospolitą a Carstwem Rosyjskim.
- 21 grudnia – król Jan III Sobieski zaprzysiągł we Lwowie traktat pokojowy kończący wojnę polsko-rosyjską.

## Wydarzenia na świecie
- 6 maja – w Moskwie zawarto tzw. traktat Grzymułtowskiego, utrwalający warunki rozejmu andruszowskiego, kończącego wojnę polsko-rosyjską.
- 5 czerwca – Isaac Newton wydał dzieło, w którym przedstawił spójną teorię grawitacji opisującą zarówno spadanie obiektów na ziemi, jak i ruch ciał niebieskich. Angielski fizyk oparł się na zaproponowanych przez siebie zasadach dynamiki oraz prawach Keplera dotyczących odległości planety od Słońca.
- 12 sierpnia – Simon van der Stel odkrył kometę C/1686 R1.
- 2 września – V wojna austriacko-turecka: wojska cesarskie zdobyły po oblężeniu Budę.

## Urodzili się
- 29 kwietnia – Wasilij Tatiszczew, rosyjski historyk, twórca nowożytnej historiografii rosyjskiej (zm. 1750)
- 24 maja – Gabriel Fahrenheit, holenderski fizyk i inżynier pochodzenia niemieckiego (zm. 1736)
- 5 czerwca – Ignacy z Santhià, włoski kapucyn, święty katolicki (zm. 1770)
- 6 lipca – Antoine de Jussieu, francuski przyrodnik (zm. 1758)

- data dzienna nieznana: 
  - Hakuin Ekaku – japoński mistrz zen (zm. 1769)
  - Samuel Mikovíni – słowacki inżynier, matematyk, geodeta, kartograf, astronom, rytownik i pedagog (zm. 1750)

## Zmarli
- 10 stycznia – Ana de Monteagudo, peruwiańska błogosławiona Kościoła katolickiego (ur. 1602)
- 11 maja – Otto von Guericke, niemiecki fizyk, wynalazca, budowniczy fortyfikacji, burmistrz Magdeburga (ur. 1602)
- 31 maja – Mikołaj Barré, francuski minimita, założyciel Zgromadzenia Sióstr od Dzieciątka Jezus, błogosławiony katolicki (ur. 1621)
- 25 listopada – Nicolaus Steno, duński biskup katolicki, geolog, anatom, błogosławiony (ur. 1638)
- 11 grudnia – Ludwik II Burbon-Condé, marszałek Francji (ur. 1621)
- data dzienna nieznana – Krzysztof Czyż, stolnik smoleński

## Święta ruchome
- Tłusty czwartek: 21 lutego
- Ostatki: 26 lutego
- Popielec: 27 lutego
- Niedziela Palmowa: 7 kwietnia
- Wielki Czwartek: 11 kwietnia
- Wielki Piątek: 12 kwietnia
- Wielka Sobota: 13 kwietnia
- Wielkanoc: 14 kwietnia
- Poniedziałek Wielkanocny: 15 kwietnia
- Wniebowstąpienie Pańskie: 23 maja
- Zesłanie Ducha Świętego: 2 czerwca
- Boże Ciało: 13 czerwca